# سایوز تی‌ام‌ای-۱۹
سایوز-تی‌ام‌ای-۱۹ (به روسی: Союз )(به معنای اتحاد) یک مأموریت سرنشین دار سازمان ملی فضانوردی روسیه به سمت ایستگاه فضایی بین‌المللی محسوب می‌شود.

همچنین فضاپیمای این مأموریت وظیفه ارسال و بازگرداندن تعدادی از فضانوردان گروه اعزامی ۲۴ و گروه اعزامی ۲۵ را نیز بر عهده داشت.

## خدمه مأموریت
| نام              | ملیت                | تعداد پرواز | نقش عملیاتی | تصویر |
| فیودور یورچیخین  | روسیه               | ۳           | فرمانده     |       |
| شانون واکر       | ایالات متحده آمریکا | ۱           | مهندس پرواز |       |
| داگلاس اچ. ویلوک | ایالات متحده آمریکا | ۲           | مهندس پرواز |       |

## نگارخانه

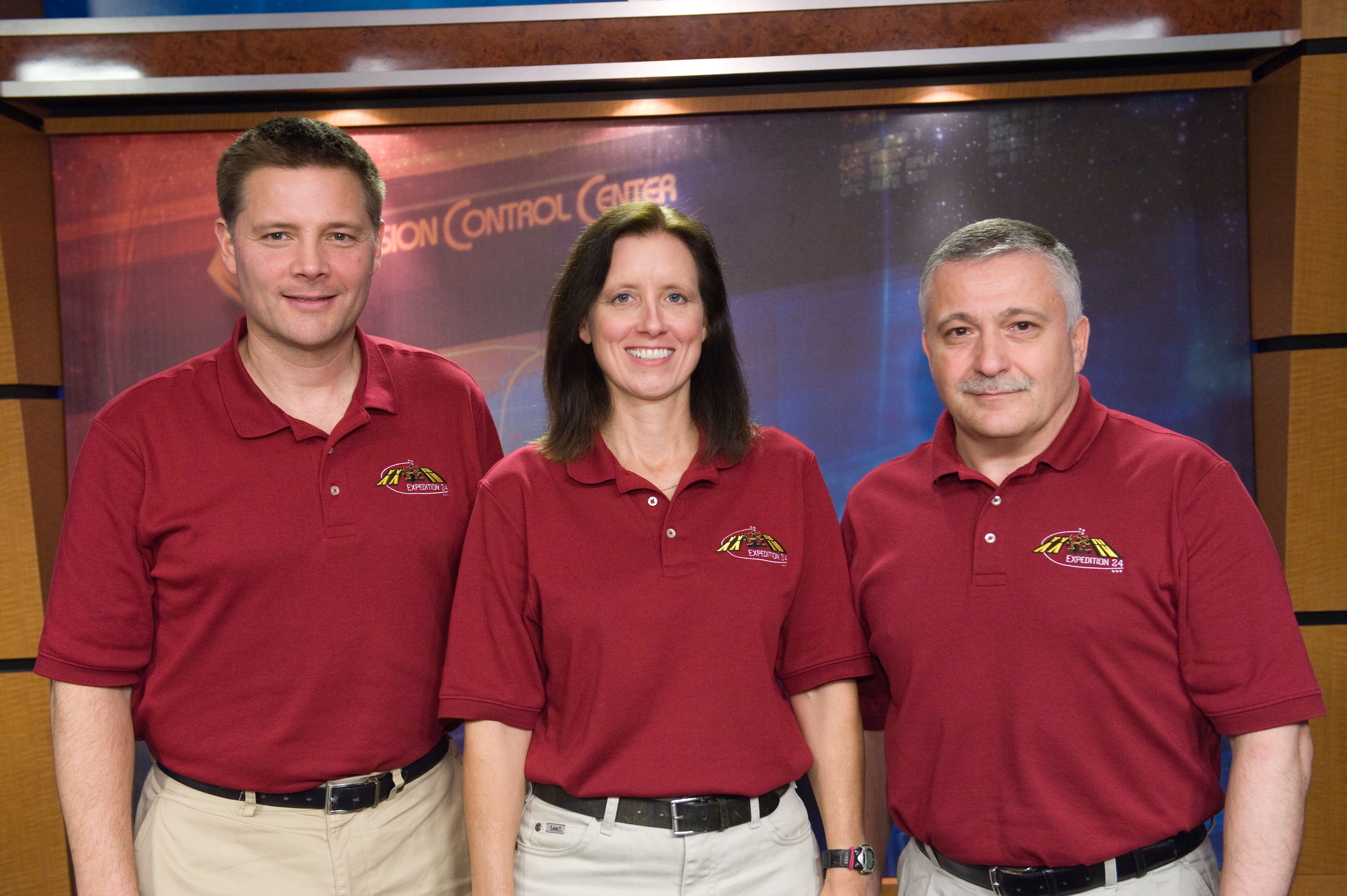
فضانوردان تی‌ام‌ای-۱۹
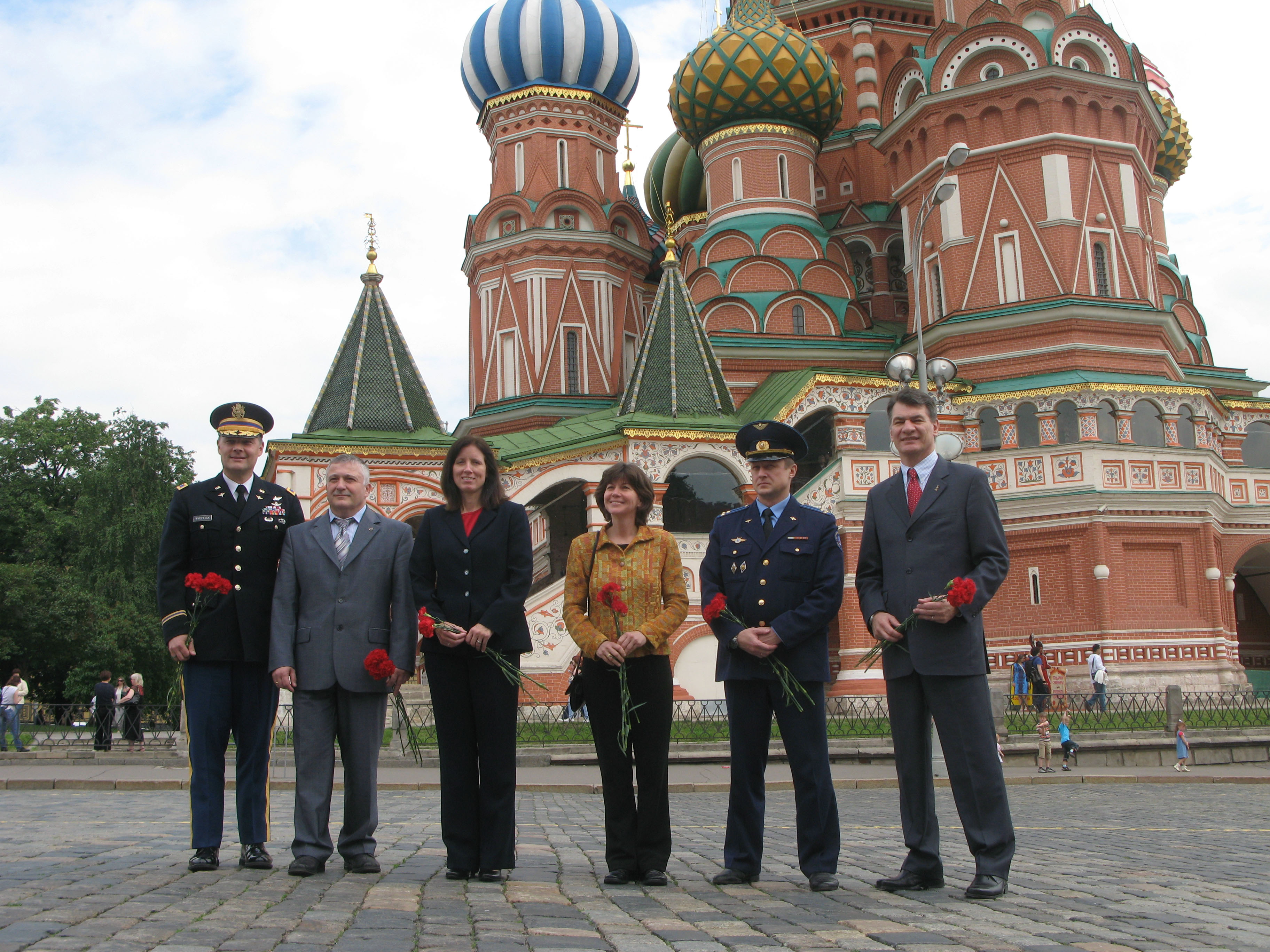
فضانوردان اصلی و پشتیبان تی‌ام‌ای-۱۹
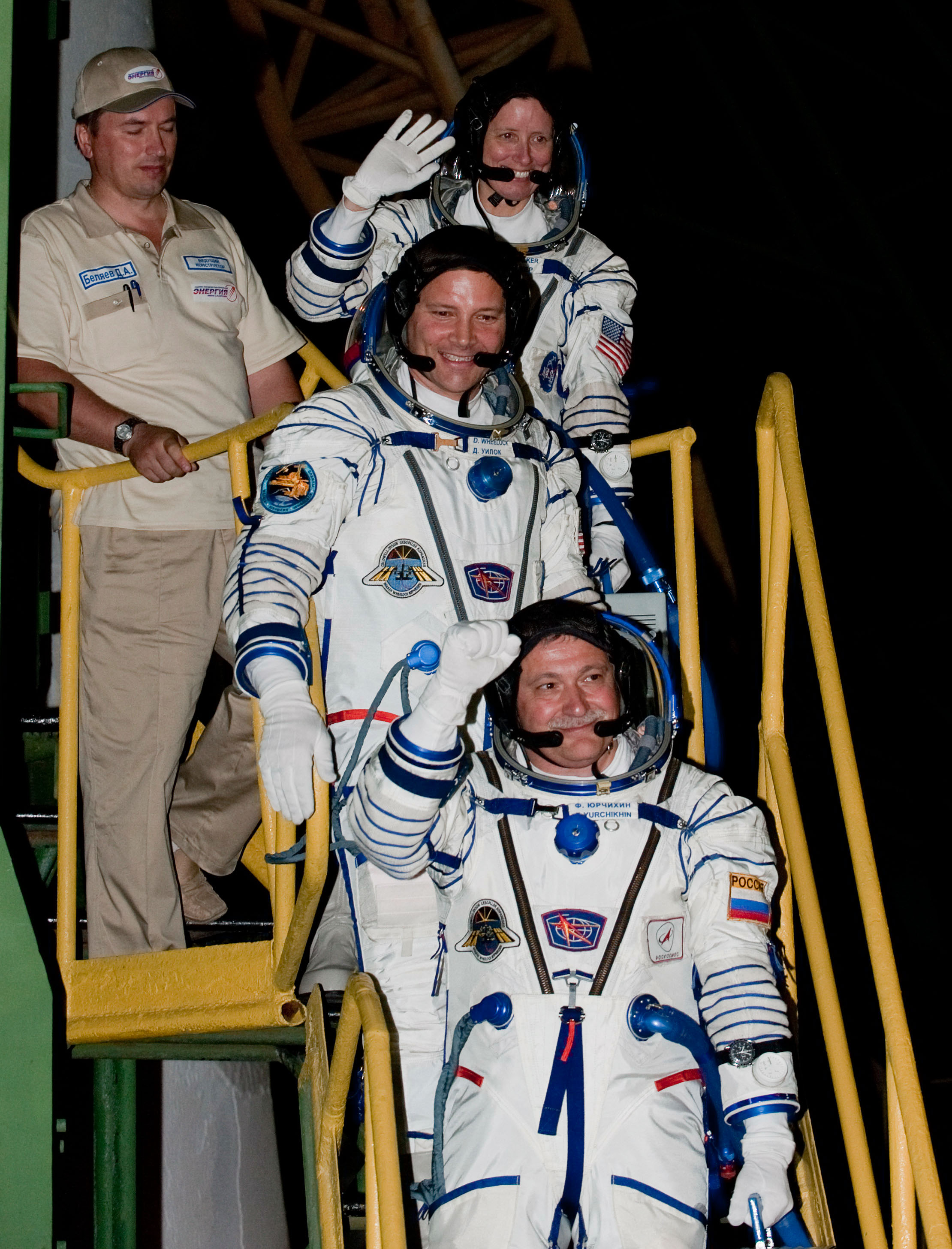
پیش به سوی پرتاب
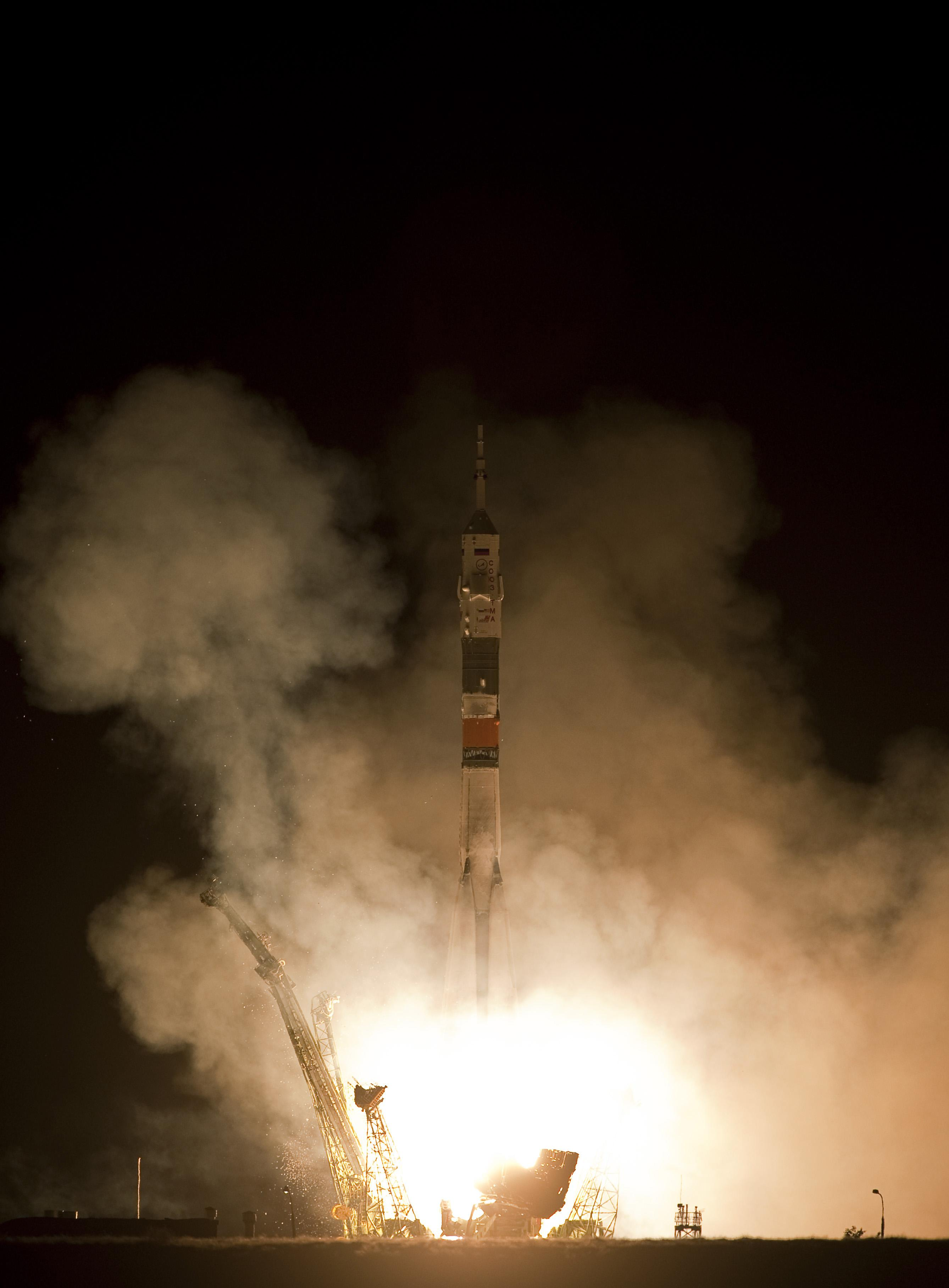
پرتاب تی‌ام‌ای-۱۹
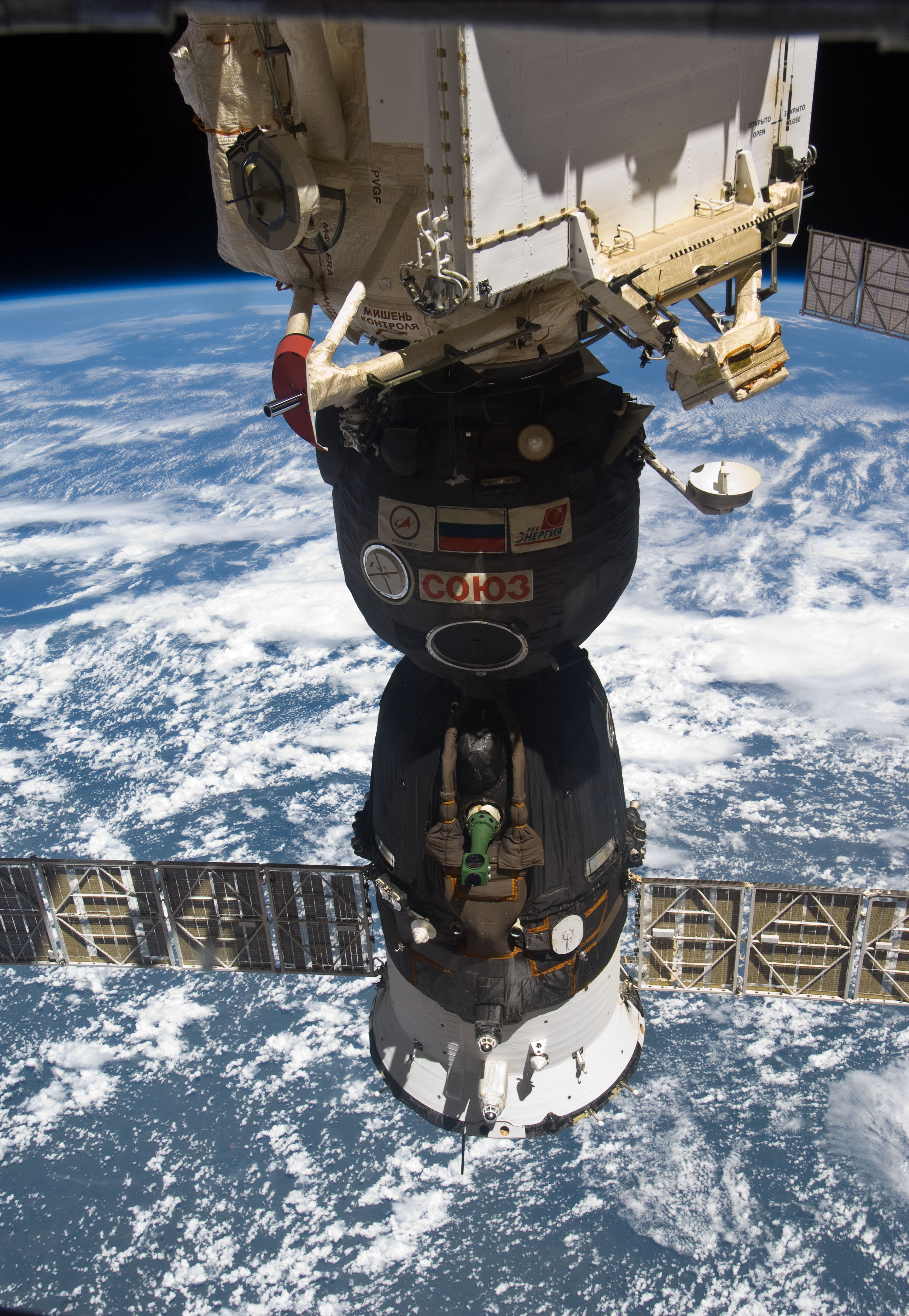
تی‌ام‌ای-۱۹ متصل به ایستگاه
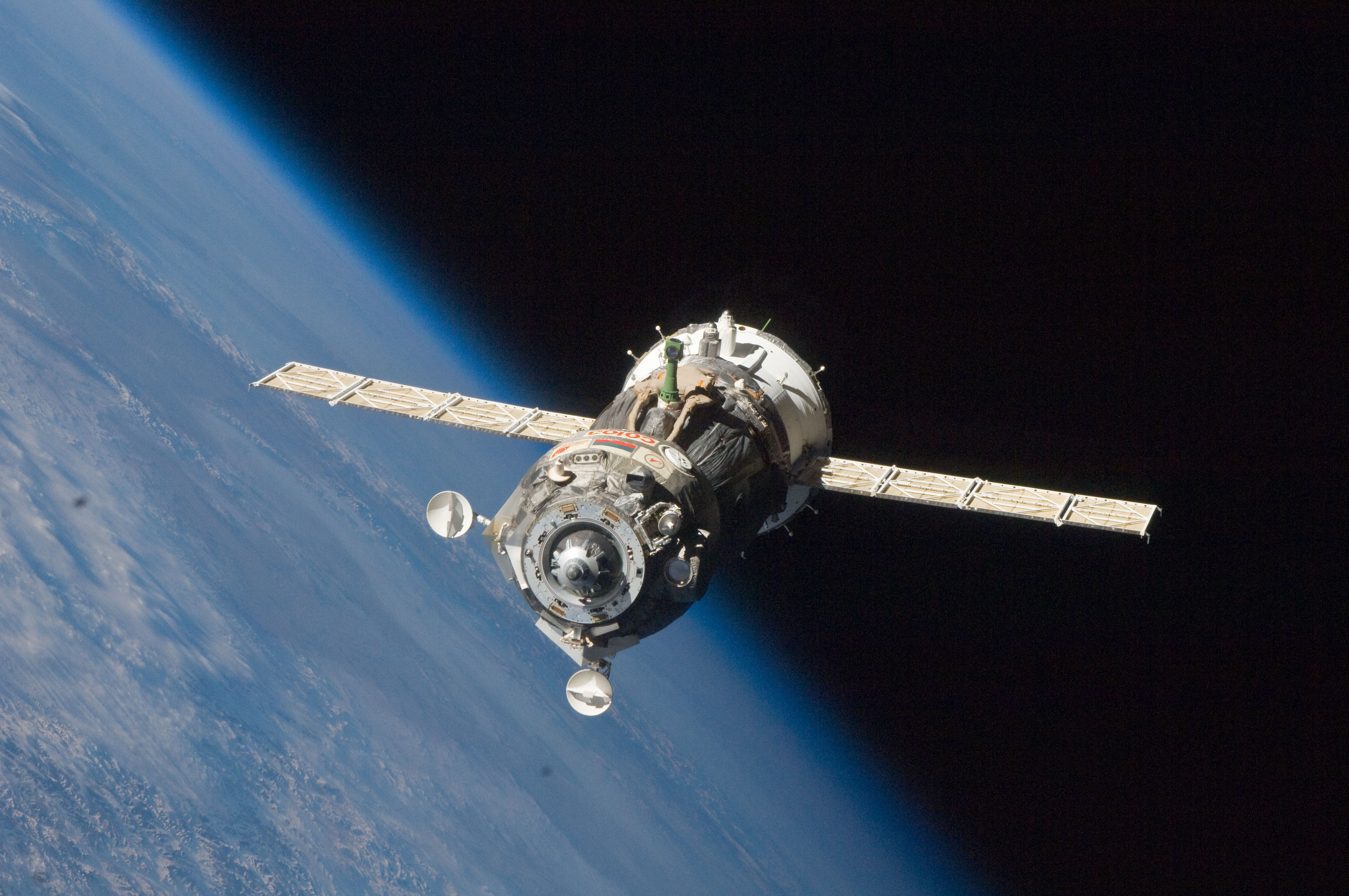
تی‌ام‌ای-۱۹ در راه بازگشت به زمین
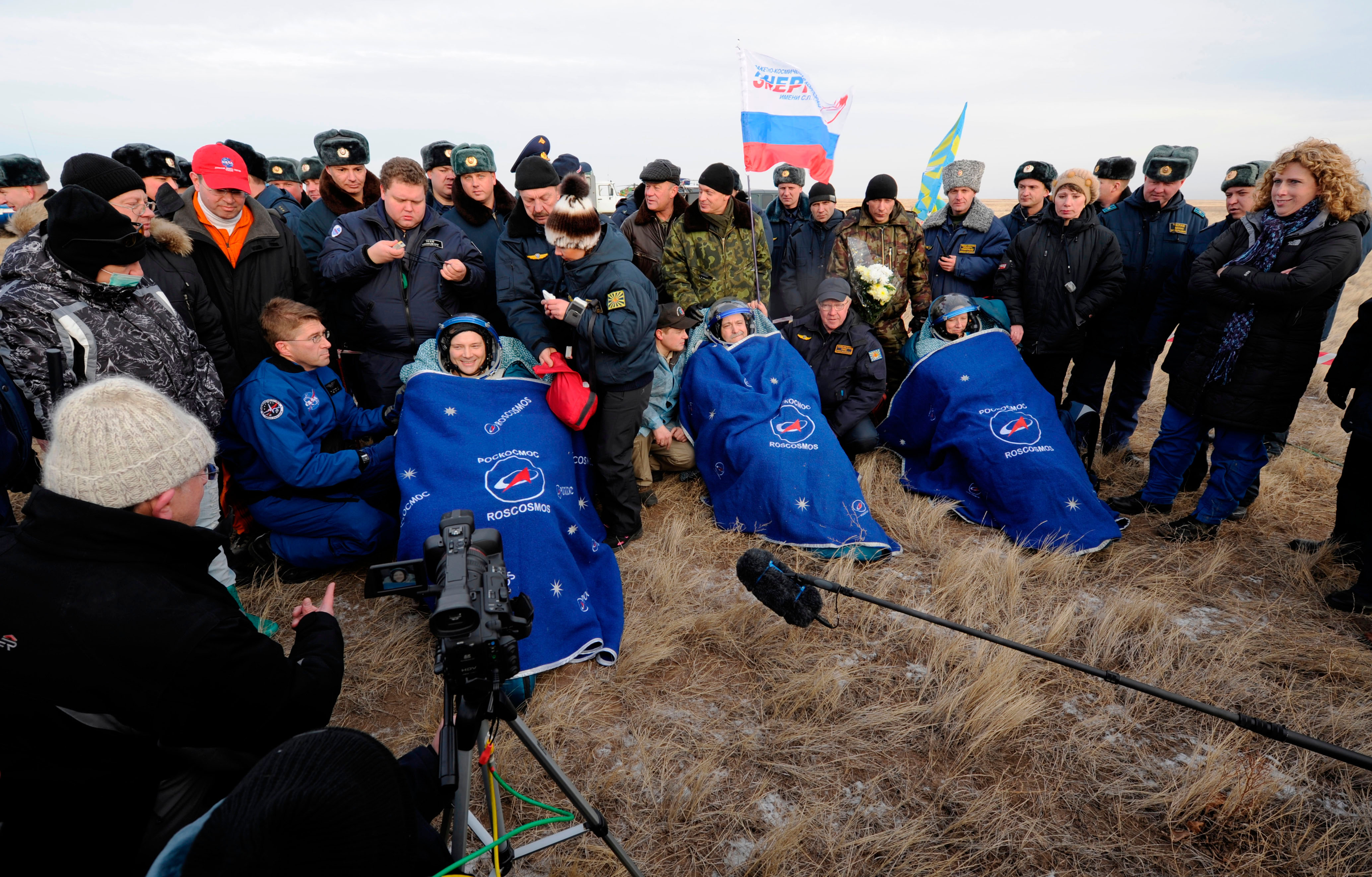
فرود تی‌ام‌ای-۱۹